# Слайдкастинг
Слайдкастинг (англ. slide — слайд и англ. broadcasting — повсеместное, широкоформатное вещание) — вид подкастинга, в котором аудио синхронизируется с визуальным рядом, представляющим собой слайды, созданные в PowerPoint или аналогичных приложениях. Обычно слайдкасты распространяются в файлах формата SWF или FLV.

## Создание слайдкастов
Microsoft PowerPoint имеет возможности по записи звука и его синхронизации с содержимым презентации. Далее её можно сконвертировать в формат SWF или в видео с помощью различных утилит.